# Kozani (gemeente)
Kozani (Grieks: Κοζάνη) is sedert 2011 een fusiegemeente (dimos) in de Griekse bestuurlijke regio (periferia) West-Macedonië.
De vijf deelgemeenten (dimotiki enotita) van de fusiegemeente zijn:
- Aiani (Αιανή)
- Dimitrios Ipsilantis (Δημήτριος Υψηλάντης)
- Elimeia (Ελιμεία)
- Ellispontos (Ελλήσποντος)
- Kozani (Κοζάνη)

## Economie
Het gebied is beroemd om de productie van saffraan (Krokos Kozanis).